# 黑紋小條鰤
黑紋小條鰤，又稱小甘鰺，俗名為黑甘、油甘、軟骨甘，為輻鰭魚綱鱸形目鱸亞目鰺科的其中一個種。

## 分布
本魚分布於印度太平洋區，包括東非、馬達加斯加、模里西斯、塞席爾群島、紅海、波斯灣、斯里蘭卡、馬爾地夫、印度、印尼、泰國、菲律賓、馬來西亞、中國、台灣、緬甸、日本、新幾內亞、澳洲、安達曼海、所羅門群島、馬里亞納群島、馬紹爾群島、諾魯、斐濟群島、密克羅尼西亞、吉里巴斯、吐瓦魯等海域。

## 深度
水深20至150公尺。

## 特徵
本魚體呈紡錘型，體背呈黑色，腹面淡灰色。幼魚體側有3、4條不規則橫帶，老成魚橫帶完全消失。胸鰭遠較腹鰭為小，尾鰭叉形，第一背鰭有硬棘6至7枚；第二背鰭有軟條30至34枚。臀鰭有軟條15至17枚。體長可達60公分，體重可達5.2公斤。

## 生態
本魚幼魚多棲息在水深15至20公尺左右的沙質海岸，長達15公分後始移向岩石海岸生活。以無脊椎動物為食。

## 經濟利用
魚肉中富含油脂，切片，抹鹽、胡椒沾油炸粉，油炸食用十分美味。